# 宓世衡
宓世衡（？—），中华人民共和国外交官，曾任中华人民共和国驻莫桑比克共和国特命全权大使、中华人民共和国驻佛得角共和国特命全权大使。